# خلیج فروبیشر
خلیج فروبیشر (انگلیسی: Frobisher Bay) آبدره‌ای در تنگه دیویس در منطقه کیکیک‌تالوک از نوناووت در کشور کانادا است. این خلیج در گوشه جنوب‌شرقی جزیره بافین واقع شده است. درازای آن حدود ۲۳۰ کیلومتر (۱۴۰ مایل) و پهنای آن از حدود ۴۰ کیلومتر (۲۵ مایل) در محل پیوستن به تنگه دیویس تا نزدیک به ۲۰ کیلومتر (۱۲ مایل) در انتهای درونی آن متغیر است.
مرکز نوناووت، ایکالویت، که از سال ۱۹۴۲ تا ۱۹۸۷ با نام فروبیشر بی شناخته می‌شد، در نزدیکی درونی‌ترین بخش این خلیج قرار دارد.

## جغرافیا
خلیج فروبیشر شکلی باریک‌شونده دارد که میان دو شبه‌جزیره قرار گرفته: شبه‌جزیره هال در شمال‌شرق، و شبه‌جزیره متا اینکوگنیتا در جنوب‌غرب. شکل قیفی خلیج باعث می‌شود دامنه جزر و مد روزانه در ایکالویت حدود ۷ تا ۱۱ متر (۲۳ تا ۳۶ فوت) باشد. این شکل ناشی از یخچال طبیعی بزرگی است که در دوران یخبندان کواترنری (پلیستوسن) بر فراز حوضه فاکس قرار داشت و حوضه خلیج را فرسایش داده که اکنون به‌وسیله دریا پر شده است.
درون خلیج فروبیشر شمار زیادی دریاراه، آبدره و خلیج کوچک وجود دارد. از جمله این‌ها می‌توان به خلیج وِین و آبدره وارد (در سوی شمال‌غربی)، و همچنین آب‌راه نویل، خلیج لیچ و خلیج نیلند (در امتداد کرانه جنوب‌غربی) اشاره کرد. خلیج هم‌لن، آبدره نیوتون، خور رویر و خلیج وادِل نیز در امتداد کرانه شمال‌شرقی قرار دارند. سراسر کرانه‌های خلیج فروبیشر با آب‌راه‌های باریکی پوشیده شده که رودهای کوچکی به درون آن‌ها می‌ریزند. پرتگاههای بلندی در هر دو کرانه وجود دارد که در کرانه شمال‌شرقی به حدود ۳۳۰ متر (۱٬۰۸۰ فوت) و در کرانه جنوب‌غربی تا دو برابر آن می‌رسند؛ این پدیده ناشی از خمیدگی پوسته  در دوران ترشیاری اولیه در این منطقه است.
در خلیج فروبیشر همچنین جزیره‌های متعددی پراکنده‌اند؛ از جمله جزیره هیل و جزیره فاریس در نزدیکی ایکالویت، جزایر پیو، پایک, فلچر و بروس در دهانه خلیج وِین، جزیره آگوستوس در آبدره وارد، و جزایر چِیس، مک‌لین, گابریل و نویارن در دهانه خلیج.

## تاریخچه

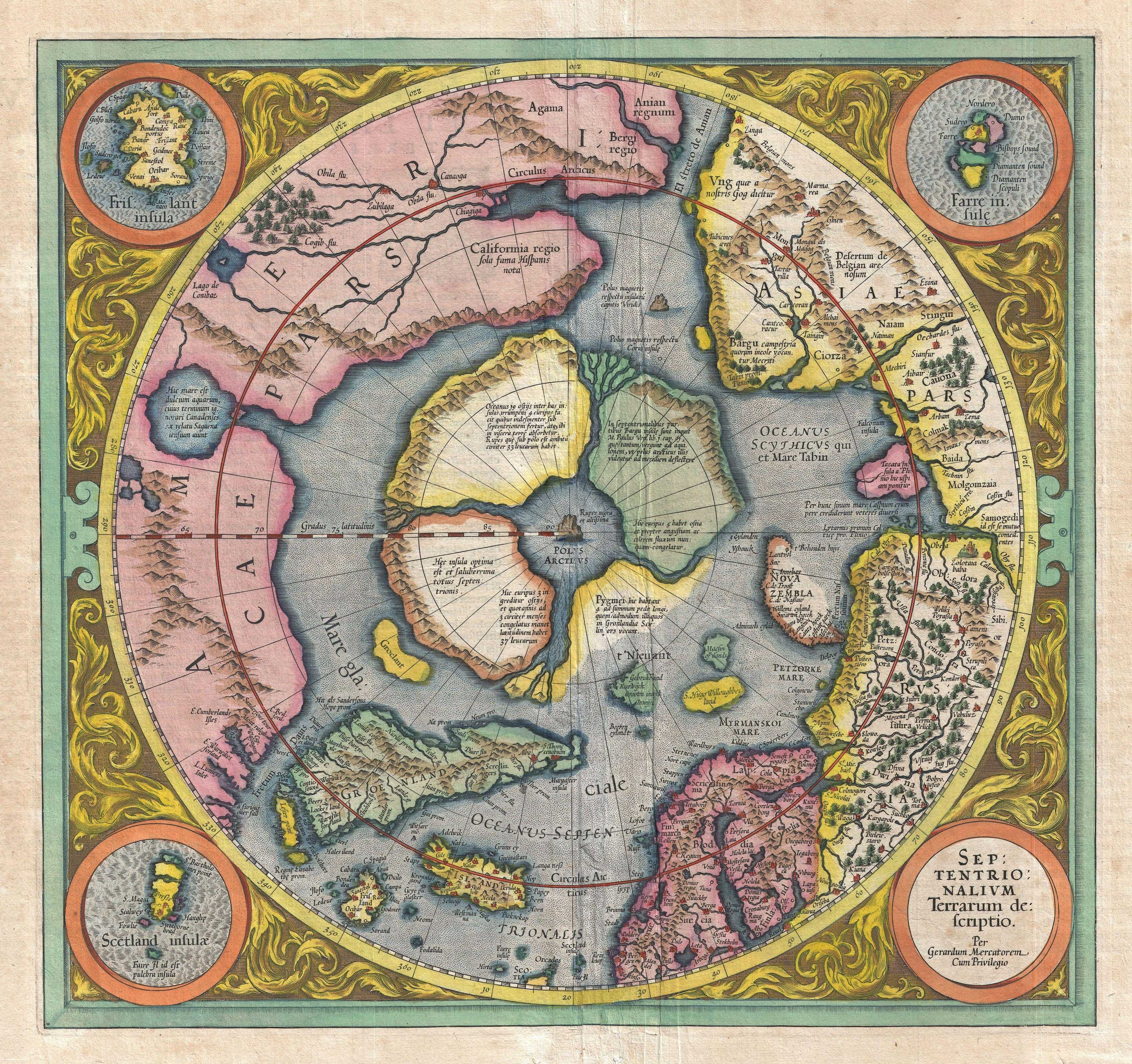
نقشه هونْدیوس که «تنگه» فروبیشر را در حال جدا کردن جنوب گرینلند نشان می‌دهد.

خلیج فروبیشر به نام دریانورد انگلیسی سِر مارتین فروبیشر نام‌گذاری شده که در جستجوی گذرگاه شمال غربی در سال ۱۵۷۶، نخستین اروپایی‌ای بود که به آنجا رسید. تا زمان سفر چارلز فرانسیس هال در سال ۱۸۶۱، اروپاییان این خلیج را تنگه‌ای می‌دانستند که جزیره بافین را از جزیره‌ای دیگر جدا می‌سازد.
نخستین مراسم رسمی کلیسای انگلستان که در خاک آمریکای شمالی برگزار شد، عشای ربانی‌ای بود که در واپسین روزهای اوت یا آغاز سپتامبر ۱۵۷۸ در خلیج فروبیشر برگزار شد. کلیسای انگلیکانی کانادا در کتاب نمازنامه عام خود این روز را ۳ سپتامبر ثبت کرده است. کشیشی که در سفر فروبیشر حضور داشت «ماستر وُلفال (احتمالاً رابرت ولفال)، واعظ و مبلّغ» بود که از سوی الیزابت یکم مأمور شده بود تا «روزی دو بار به نیایش بپردازد».